# Andrea Riseborough

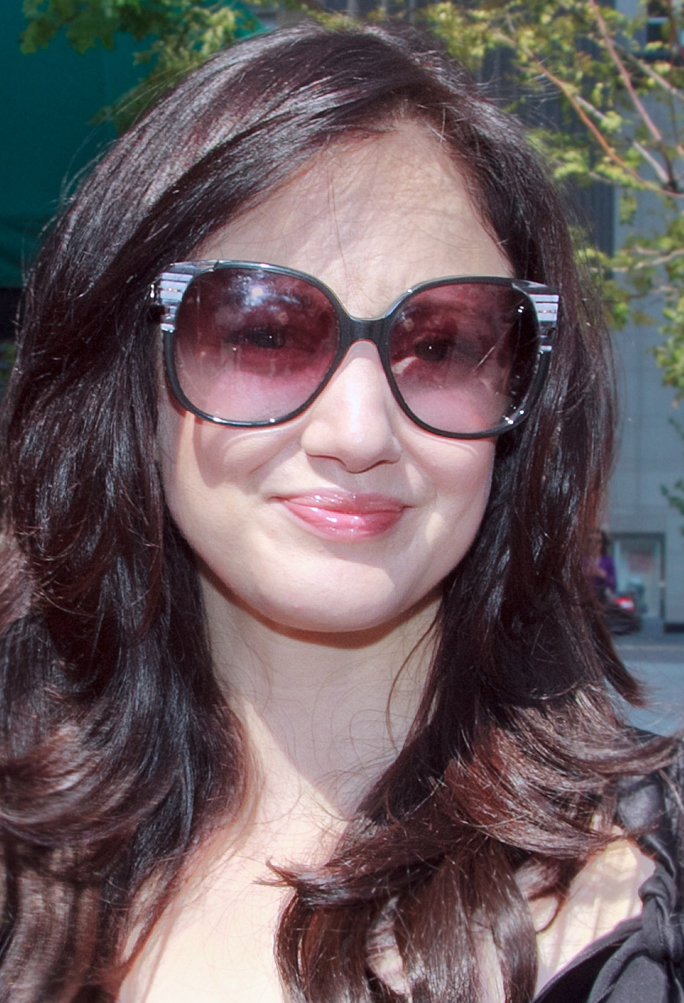
Andrea Riseborough auf dem Toronto International Film Festival 2011

Andrea Louise Riseborough (* 20. November 1981 in Newcastle upon Tyne, Tyne and Wear) ist eine britische Schauspielerin.

## Leben und Karriere
Andrea Riseborough wuchs in Whitley Bay, North Tyneside auf. Sie kam schon früh mit der Schauspielerei in Berührung und machte 2005 ihren Abschluss an der Royal Academy of Dramatic Art. 2007 erhielt sie den Ian Charleson Award für die Rolle der Isabella in Maß für Maß. 2009 folgte eine Nominierung für den BAFTA Award. Ihr Schaffen als Film- und Fernsehschauspielerin seit 2005 umfasst mehr als 50 Produktionen. 
Im Jahr 2023 wurde Riseborough für ihre Darstellung einer obdachlosen Alkoholikerin in dem Filmdrama To Leslie für den Oscar nominiert.

## Filmografie (Auswahl)
- 2001: A Cat in The Road
- 2005: Doc Martin
- 2006: The Secret Life of Mrs. Beeton
- 2007: Blood Wedding
- 2008: Happy-Go-Lucky
- 2008: The Long Walk to Finchley
- 2008: Die Mätresse des Teufels (The Devils Whore, Miniserie)
- 2009: Mad Sad & Bad
- 2010: Brighton Rock
- 2010: Alles, was wir geben mussten (Never Let Me Go)
- 2011: W.E.
- 2011: Resistance
- 2012: Shadow Dancer
- 2012: Disconnect
- 2013: Oblivion
- 2013: Enemies – Welcome to the Punch (Welcome to the Punch)
- 2014: Birdman oder (Die unverhoffte Macht der Ahnungslosigkeit) (Birdman or (The Unexpected Virtue of Ignorance))
- 2015: Hidden
- 2016: Mindhorn
- 2016: Bloodline (Fernsehserie)
- 2016: Nocturnal Animals
- 2016: Ende einer Legende (National Treasure, Fernsehserie)
- 2016: Im Todestrakt (Shepards and Butchers)
- 2016: Zeugin der Anklage (The Witness for the Prosecution, Fernsehfilm)
- 2017: Battle of the Sexes – Gegen jede Regel (Battle of the Sexes)
- 2017: Black Mirror (Fernsehserie, Folge 4x03)
- 2017: The Death of Stalin
- 2018: Mandy
- 2018: Nancy
- 2018: Burden
- 2018: Waco (Miniserie, 6 Folgen)
- 2019: The Kindness of Strangers – Kleine Wunder unter Fremden (The Kindness of Strangers)
- 2019–2020: ZeroZeroZero (Fernsehserie, 8 Folgen)
- 2020: The Grudge
- 2020: Possessor
- 2020: Luxor
- 2021: Here Before
- 2021: Die wundersame Welt des Louis Wain (The Electrical Life of Louis Wain)
- 2022: Please Baby Please
- 2022: What Remains
- 2022: To Leslie
- 2022: Amsterdam
- 2022: Roald Dahls Matilda – Das Musical (Roald Dahl’s Matilda the Musical)
- 2023: Die Fotografin (Lee)
- 2024: Alice & Jack (Miniserie, 6 Folgen)
- 2024: Funny Birds – Das Gelbe vom Ei (Au fil des saisons)
- 2024: The Regime (Miniserie, 5 Folgen)
- 2025: Dragonfly